# Мистер Метан
Мистер Метан (англ. Mr. Methane) — английский метеорист и артист эстрады, также имеет псевдоним Пердун (англ. Fartman). Настоящее имя — Пол Олдфилд (англ. Paul Oldfield). Известен тем, что профессионально управляет кишечными газами и может с их помощью исполнять музыкальные мелодии и делать трюки (задувать свечи и тому подобное). Начал выступать в 1991 году. 
Олфилд утверждает, что он — единственный на данный момент профессиональный музыкант-метеорист в мире.

## Биография

### Начало творческого пути
Согласно книге Би-би-си о британских развлекательных номерах «Когда я буду известен?» (2003), Олдфилд обнаружил свою способность к метеоризму в возрасте пятнадцати лет, практикуя йогу. На следующий день он пукнул двадцать раз подряд  менее чем за минуту перед группой своих друзей. Это сделало его настолько популярным среди знакомых, что Пол сделал исполнение подобных трюков регулярным. В это время он ещё не стал профессиональным метеористом, вместо этого Олдфилд начал работать на Британской железной дороге в качестве машиниста.
В конце 1980 годов Олдфилд перевёлся на станцию Бакстон в Дербишире. Там он встретил водителя по имени Пол Гендерс, который играл в соул/блюз-кавер-группе из Макклсфилда «Screaming Beavers». Гендерс предложил Олдфилду выступать с группой в качестве приглашённого артиста. Аудитория любила его выступления, и Пол (отныне Мистер Метан) решил начать свою карьеру как метеорист. Он также какое-то время выступал на разогреве для панк-рок-группы Макклсфилда «Macc Lads». Они также написали песню о Мистере Метане в своём альбоме «Beer Necessities».

### Расцвет карьеры
В 2009 году Мистер Метан выступил в телешоу «Britain’s Got Talent». На сцену Мистер Метан вышел в маске и зелёном обтягивающем костюме, и заявил, что намерен ввести в искусство флатулизм (метеоризм). Лёжа на столе и подняв ноги вверх, Мистер Метан исполнил звуками выходящих кишечных газов вальс Иоганна Штрауса «На прекрасном голубом Дунае». Саймон Коуэлл, член жюри, заявил, что Мистер Метан «отвратительное, мерзкое существо» и потребовал покинуть сцену. Тем не менее, выступление на «Britain’s Got Talent» сделало Мистера Метана всемирно известным.
В том же 2009 году Метан прослушивался в шоу «Суперталант» в Германии, где выбыл в полуфинале.
В 2013 году Мистер Метан стал организатором прошедшего в финском городе Утаярви «Мирового чемпионата по метеоризму». Мероприятие стало ежегодным и пользуется успехом у посетителей.
В 2017 году Мистер Метан участвовал в жюри международного конкурса «I Am The Fart» (дословно: «Я — пердун»), целью которого был поиск «артиста» для «официальной озвучки кишечных звуков» в игре «South Park: The Fractured But Whole» производства фирмы Ubisoft.